# John Tuschen
John Paul Tuschen (17 de septiembre de 1949 – 5 de agosto de 2005) fue un poeta y psicoterapeuta estadounidense, conocido por ser el primer Poeta Laureado de Madison, Wisconsin. Poeta urbano, callejero y directo, fue una figura clave de la contracultura poética de la ciudad durante más de dos décadas. Su estilo, influido por la Generación Beat, combinaba ironía, crítica social y ternura en partes iguales.

## Biografía
Nacido en Chicago, Tuschen se trasladó a Madison, donde rápidamente se sumergió en la vida artística de la ciudad. No era raro encontrarlo repartiendo poemas impresos en hojas de colores en la calle State —sus famosas "State Street Poetry Sheets"— o recitando versos desde las escaleras del ayuntamiento.
Publicó cuatro libros de poesía durante su vida:
- Tuschenetrics: Poems from a Cloth Room, and Paris (1974, Quest Publishing)[2]
- Junk Mail (Broom Street Press)
- Thighs, Sighs, and Other Things (Quest Publishing)
- The Percodan Papers (Quest Publishing)

Después de su fallecimiento, se publicó de manera póstuma el libro The State Street Poetry Sheets: 2002–2005 en 2016, con el apoyo de la Comisión de las Artes de Madison.
Además de poeta, Tuschen fue psicoterapeuta titulado, con licenciatura y máster en Psicología de la Rehabilitación por la Universidad de Wisconsin–Madison.

## Poeta Laureado de Madison
En 1977, el alcalde Paul Soglin lo nombró oficialmente el primer Poeta Laureado de Madison, cargo que ocupó durante más de 20 años. Durante este tiempo, integró la poesía en la vida pública de la ciudad, colaborando con músicos, pintores, cineastas y colectivos culturales.
Su estilo era a menudo comparado con el de los Beats. Allen Ginsberg lo llamó un “Baby Beat”, pero quienes lo conocieron sabían que tenía una voz poética única —cínica, lúcida, a veces vulnerable, siempre auténtica.

## Legado
Tuschen falleció el 5 de agosto de 2005. Sin embargo, su obra sigue viva. En 2018, varios de sus poemas fueron grabados permanentemente en las aceras de la calle Monroe en Madison como parte de un proyecto de arte público.
Su hijo, Jordan Caylor, ha trabajado activamente para preservar y difundir su legado. En 2012, su cortometraje poético Uncle Harry’s Tombstone, basado en un poema de John, fue seleccionado en el Zebra Poetry Film Festival de Berlín.
Tuschen también dejó grabaciones de lecturas poéticas, muchas de las cuales han sido archivadas en línea. Su trabajo forma parte del Creative Audio Archive, y su sitio web oficial —curado por su hijo— reúne poemas, fotos, testimonios y anécdotas.